# Iguales (canción)
«Iguales» es una canción del cantautor argentino Diego Torres publicado en enero de 2016, como el tercer y último sencillo de su octavo álbum de estudio Buena vida. La canción fue coescrita por Claudia Brant y Marcelo "Polaco" Wengrovski.

## Videoclip
El video musical fue filmado en la Ciudad de Panamá y Buenos Aires, Argentina, y cuenta con Torres y Blades disfrutando de un "domingo por la tarde", comer y beber. El video fue dirigido por Gus Carballo.

## Lista de canciones
| Digital download |           |          |  |
| N.º              | Título    | Duración |  |
| 1.               | «Iguales» | 3:35     |  |

## Posicionamiento
| Listas (2015)                      | Posición alta |
| ---------------------------------- | ------------- |
| Estados Unidos (Hot Latin Songs)   | 34            |
| Estados Unidos (Latin Pop Airplay) | 20            |
| Estados Unidos (Tropical Airplay)  | 27            |